# Bicondicional
En algunos contextos en matemáticas y lógica, un bicondicional (equivalencia o doble implicación, en ocasiones parafraseado en español como si y solo si) es un operador lógico binario, es decir, una función {\displaystyle \leftrightarrow :B\times B\rightarrow B}, siendo B cualquier conjunto con {\displaystyle |B|=2}, aunque es común que se considere a B como {\displaystyle B=\{V,F\}} o {\displaystyle B=\{0,1\}}. El bicondicional también se desempeña como conectivo lógico, permitiendo formular expresiones de la forma «P si y solo si Q», que es verdadera en el caso de que ambos componentes tengan el mismo valor de verdad. En otro contexto el bicondicional representa la equivalencia lógica entre dos proposiciones.

## Definición
El valor de verdad de un bicondicional «p si y solo si q» es verdadero cuando ambas proposiciones (p y q) tienen el mismo valor de verdad, es decir, ambas son verdaderas o falsas simultáneamente; de lo contrario, es falso.
Se tiene así que la afirmación «p si y solo si q» es lógicamente equivalente al par de afirmaciones «Si p, entonces q», y «si q, entonces p». 
Escrito utilizando conectivas lógicas : 

{\displaystyle p\leftrightarrow q\equiv (p\to q)\wedge (q\to p)}.

De manera más precisa, el operador bicondicional tiene la siguiente tabla de verdad:
| p | q | p ↔ q |
| V | V | V     |
| V | F | F     |
| F | V | F     |
| F | F | V     |

## Representación y lectura
Una forma de expresar el bicondicional es decir que Q es una condición necesaria y suficiente para P. También se conoce con el nombre de coimplicación.
En español se usan las abreviaturas sii, ssi y syss, de modo que es equivalente p ↔ q a «p sii q». En inglés se abrevia iff (If and only if).
En Lógica y en matemáticas los símbolos empleados para denotar el bicondicional son  {\displaystyle \leftrightarrow },{\displaystyle \iff } y ≡. La notacion {\displaystyle \leftrightarrow } se utiliza frecuentemente como un conectivo u operador lógico, que permite combinar dos proposiciones más simples para generar una proposición compuesta de la forma {\displaystyle P\leftrightarrow Q}, mientras que la segunda y tercera notación se emplean casi siempre para denotar la relación de equivalencia lógica entre dos proposiciones lógicas. El significado de cada notación depende fuertemente del contexto en que se utilicen.
Adicionalmente, en el ámbito de la lógica digital, el funcionamiento del operador bicondicional puede emularse mediante la puerta lógica XNOR, y a la negación de la puerta XOR.

## Ejemplos
- «{\displaystyle 2<10\leftrightarrow 5|20} » y «{\displaystyle 5>9\leftrightarrow {\sqrt {17}}<{\sqrt[{3}]{6}}} » son bicondicionales verdaderos.

- {\displaystyle c={\text{mcm}}(a,b)\iff c\mathbb {Z} =a\mathbb {Z} \ \cap \ b\mathbb {Z} } , donde {\displaystyle n\mathbb {Z} } denota a los múltiplos enteros de n.

Es esencial distinguir entre las relaciones bicondicionales y las que son meramente condicionales.
Por ejemplo, nótese la diferencia entre las dos proposiciones siguientes:
Una persona es mayor de edad si posee legalmente el carné de conductor.
O bien,
Una persona es mayor de edad si y solo si posee legalmente el carné de conductor.
La primera proposición es correcta, puesto que es imposible poseer legalmente el carné de conducir siendo menor de edad. Por tanto, si se tiene el carné, se tiene que ser obligatoriamente mayor de edad.
La segunda es incorrecta, puesto que la relación entre «tener el carné de conducir» y «ser mayor de edad» no es bicondicional. Dicho de otro modo: se puede ser mayor de edad sin tener el carné de conducir.